# Matteo II Thun
Matteo II Thun (Trento, 28 ottobre 1812 – Mezzocorona, 14 gennaio 1892) è stato un nobile, mecenate, collezionista d'arte e politico italiano.
Con lui l'omonima famiglia comitale si affacciò definitivamente fuori della realtà d'Antico regime.
Parte di quelle generazioni di Thun che “furono tra i primi in questa nostra regione [Trentino, ndr] a sentire e a secondare l'impulso al movimento che lo spirito buono del secolo diede a tutta Europa”, Matteo II si distinse per il suo liberalismo aristocratico e moderato, causa di una spiccata “sensibilità cittadina” che lo spinse a numerosi interventi nel politico della vita della città di Trento e del suo territorio. 
Fu inoltre, come detto sopra, mecenate e appassionato collezionista; il suo “costante desiderio di aggiornamento in campo artistico” lo guidò nell'arricchimento delle opere di famiglia e nella ristrutturazione e l'ammodernamento del palazzo e del castello aviti.
Dilapidato il patrimonio famigliare (invero già assottigliato dalle secolarizzazioni d'inizio secolo), fu costretto ad abbandonare ogni pubblica funzione e a vendere il palazzo cittadino, parte dell'archivio di famiglia e una buona parte della collezione artistica da lui ampliata nel corso degli anni.

## Biografia

### La giovane età
Il conte Matteo II Thun nacque a Trento il 28 ottobre 1812, figlio di Leopoldo Ernesto e della nobile bresciana Violante Martinengo Cesaresco.
Il giorno del suo battesimo, avvenuto il 12 gennaio 1813, fu un momento particolarmente suggestivo per la storia del casato tirolese: il sacramento amministrato dal vescovo Emanuele Maria Thun pose infatti l'uno dinnanzi all'altro “l'ultimo esponente di un mondo in decadenza e il neonato protagonista di tempi nuovi”.
Secondo ancora non decaduta consuetudine Matteo fu sottoposto, in aggiunta agli studi presso il liceo cittadino, agli insegnamenti di precettori privati assoldati a tale scopo dalla famiglia, per l'evidente giovamento della sua cultura personale.
Si manifestarono pertanto molto presto i segni della proverbiale inclinazione del giovane Thun e per il collezionismo antiquario e per gli studi storici, quest'ultimi rivolti prevalentemente alle “origini dell'identità storica e politica del territorio trentino”.
Già verso la fine degli anni Venti si hanno infatti notizie di suoi “scambi di monete medioevali e romane” e “resoconti sulla collezione di testi antichi” in suo possesso, sia d'area tirolese che volumi più prestigiosi, “poiché alle edizioni del secolo XV e alle Aldine e a quelle de Giunti più volentieri mi attengo, delle quali già ne avvi circa 200”.
Sempre di quel periodo sono i primi interessamenti per gli studi archeologici, con ovvia preferenza per i ritrovamenti trentini.
Nel corso della sua giovinezza Matteo Thun ebbe inoltre la fortuna d'intrattenere relazioni con l'élite culturale della regione: basti ricordare a tal proposito che furono suoi compagni di liceo Giovanni Battista a Prato e Giovanni Prati, i quali con il conte “condividevano impegno civile e idee liberali”.
In virtù delle sue nobili origini tirolesi egli poté pure giovarsi dell'arricchimento di numerosi soggiorni in Milano dove, “già percorse le biblioteche e le gallerie”, fu introdotto nell'ambiente aristocratico e dei funzionari politici di potere grazie all'intercessione di Mazzetti.
Fu probabilmente in questi contesti che sviluppò (e introiettò) quegli ideali che caratterizzarono in gran parte la sua esistenza successiva: “ vivere onde procacciare alla Patria mia quel magiore vantaggio che le mie forze permettono, promuovere la massima possibile moralità, tentare di promuovere i mezzi di felicità d'ogni popolo, che sono il commercio, l'industria, l'agricoltura [...]”.
Di qui l'esigenza d'un ammodernamento della residenza cittadina (Palazzo Thun) presso la quale il conte avrebbe dovuto soggiornare a lungo, dato il suo impegno politico e civile: “patria per Matteo equivaleva adesso a città”.
Il Thun dei tempi nuovi fu infatti parte integrante di quel coagulo di aristocrazia rurale e borghesia cittadina che caratterizzava il Vormärz trentino.
Ma il restauro del palazzo cittadino doveva inoltre precedere le nozze di Matteo stesso il quale, negli anni Trenta e in quel di Venezia aveva incontrato, conosciuto e successivamente amato la giovane nobildonna Raimondina Thurn.
A Venezia egli “frequentava la Fenice” e “le feste del governatore di origine trentina Giovanni Battista Spaur”: fu in quelle occasioni che avvenne l'incontro con Raimondina.
Con la giovane ragazza Matteo Thun condivideva, oltre all'amore, quella sua pronunciata inclinazione per l'arte: i due si univano pertanto anche in virtù di un gusto comune. Assieme i fidanzati frequentavano il salotto di Clara Maffei a Milano, e a Venezia “i luoghi dove la musica, il teatro e le esposizioni accademiche rispondevano al loro desiderio di aggiornamento culturale”.
Il giorno del loro matrimonio, atteso in famiglia con trepidazione essendo Matteo l'unico figlio maschio di Leopoldo Thun, fu celebrato da un testo stampato per l'occasione a Milano.
Purtroppo l'unione non poté durare a lungo, malgrado le intenzioni dei due contraenti: Raimondina morì improvvisamente, e per di più incinta. In suo onore Matteo, di concerto con la di lei famiglia, commissionò un busto in marmo ancora oggi visibile fra gli arredi di Castel Thun, cui seguì l'intenzione, nel biennio 1843/44, di dedicarle un monumento funerario: idea che fu accantonata per gli eccessivi costi di realizzazione.

### La maturità, il prosieguo della vita e il dissesto finanziario

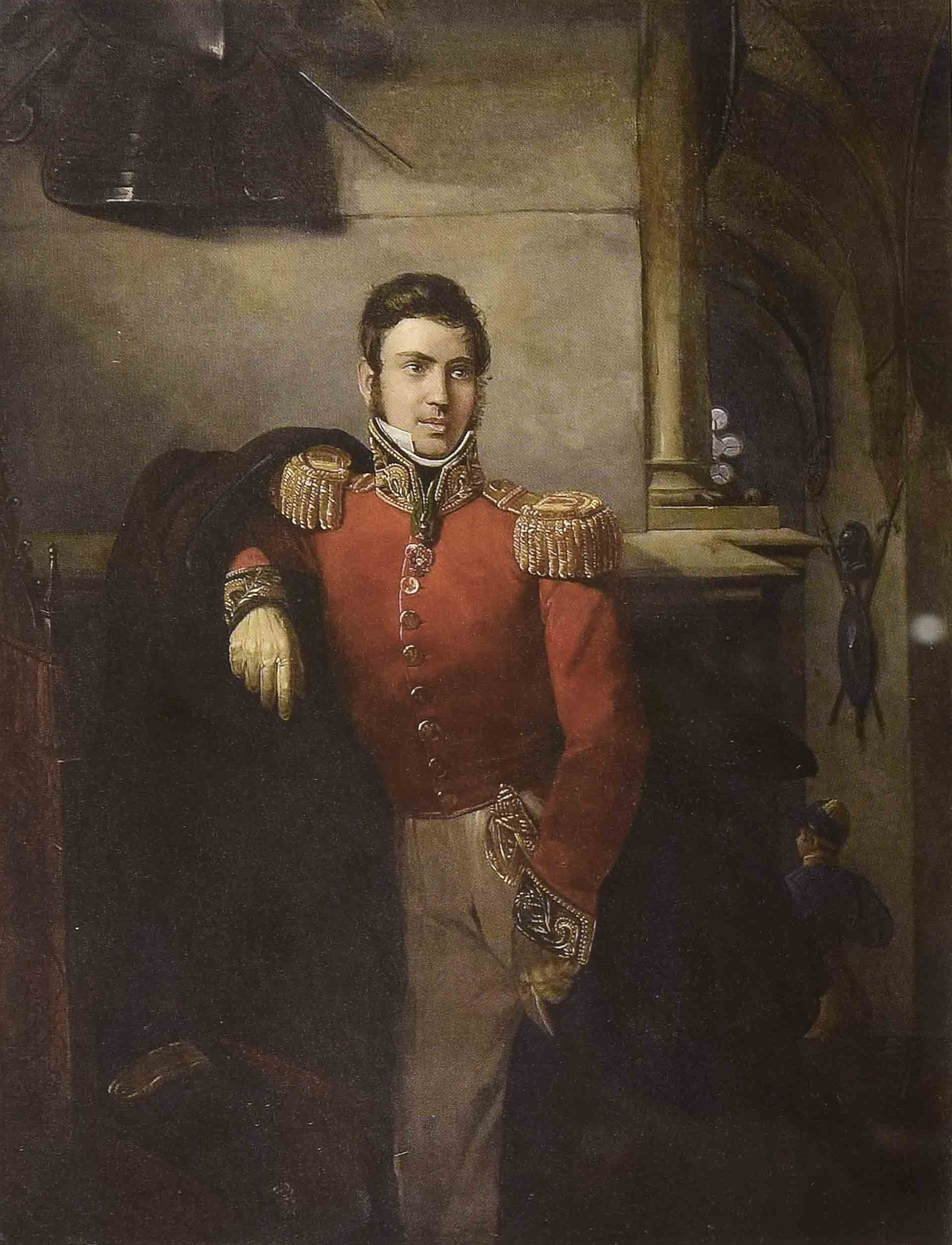
Matteo II Thun ritratto da Giuseppe Molteni

Fu così che il conte, comunque risposatosi successivamente con Carolina d'Arsio, si gettò a capofitto nell'impegno politico: con Pietro Bernardelli elaborò infatti il progetto della tratta ferroviaria Monaco-Venezia e partecipò inoltre al 1848 trentino, schierandosi a favore della secessione dal Tirolo tedesco.
Per questa sua presa di posizione, sospettato di aderire all'azione di Mazzini, fu arrestato e condotto ad Innsbruck. Liberato infine, entrò a far parte della delegazione dei circoli di Trento e Rovereto per “l'omaggio al nuovo sovrano Francesco Giuseppe”.
Alcuni passaggi da una delle lettere scritte in quell'occasione possono essere utili per meglio definire il pensiero politico del conte a quest'altezza: “considerando che il desiderio vivissimo del nostro paese è la separazione [dal Tirolo, ndr], considerando che per ottenere questa è necessario tenerci amici tutti i partiti specialmente l'attuale Ministero che è onnipossente, considerando che fra i nostri deputati […] manca forse una unità di operazioni necessaria in questo momento” ha da conservarsi pertanto “uniti come scopo principale la separazione”.
Nel corso degli incontri con i vari ministri imperiali, a Matteo (e agli altri delegati trentini) venne prospettata la possibilità d'una secessione dal Tirolo solo ed unicamente a patto d'un contenimento dei vari propositi eversivi covati allora da alcune frange del 1848 trentino: fu per questo ch'egli, in veste successivamente di comandante della guardia civica, “si preoccupò di fare in modo che prendessero il largo tutti i proletari dalle strade cittadine”, fissando a tal fine “un limite costituzionale preciso alle proteste di piazza”.
La sua posizione era in linea con quella assunta ufficialmente dal municipio trentino: “condurre una dura battaglia per l'autonomia […] restando però nell'ambito” della monarchia austriaca, “senza troppi cedimenti alle questioni sociali”. Il suo impegno politico lo portò al vertice delle istituzioni urbane per gli anni successivi, all'interno delle quali avvenivano l'incontro e il dialogo tra la nobiltà e le professioni liberali della regione.
A ulteriore riprova della sua apertura ai ceti borghesi della città e più in generale a quelle attività economiche non certo proprie del ceto nobiliare, nel 1857 Matteo Thun ricevette una medaglia “per meriti nel settore agricolo ed enologico”.

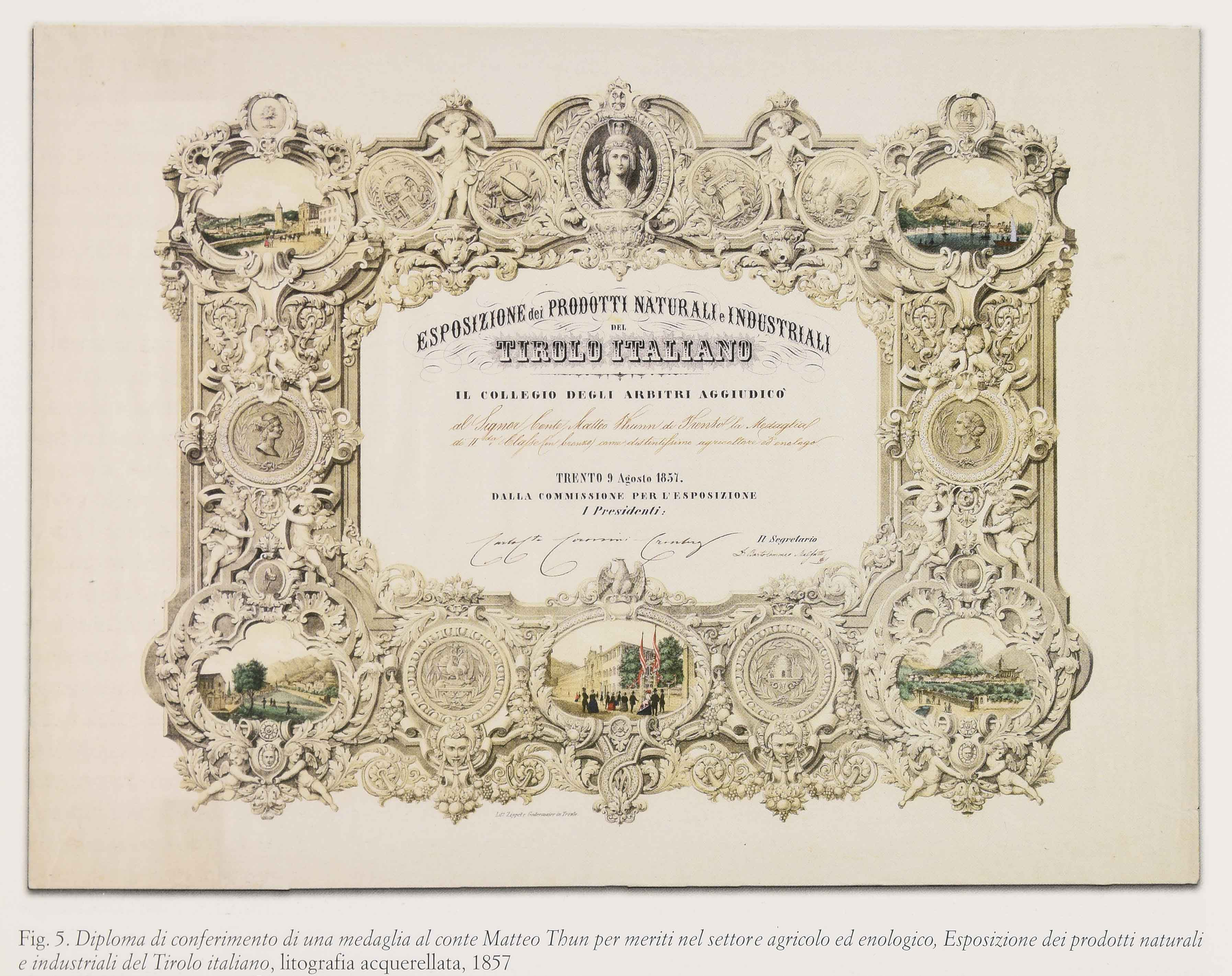
Diploma attestante il conferimento d'una medaglia a Matteo II Thun per meriti nel settore agricolo ed enologico, 1857.

Fu inoltre, sempre in quegli anni, Conservatore dei monumenti per il Circolo di Trento, e nel contempo si spese per la costituzione della biblioteca cittadina e il Museo civico (cui elargì pure delle donazioni): in questo suo tentativo di recupero “dell'identità storica e artistica della città” ebbe il supporto, fra gli altri, di Benedetto Giovanelli e Tommaso Gar.
Nel frattempo Matteo, alla morte del padre avvenuta nel 1848, era divenuto unico padrone e amministratore del patrimonio di famiglia. I Thun del ramo dell'omonimo castello anauno avevano visto già, con la soppressione del principato vescovile di Trento (cui avevano fornito ben 4 principi vescovi, gli ultimi dei quali in diretta successione), un progressivo indebolimento delle proprie finanze.
Ma quando il giovane conte, uomo sì di cultura, liberale ed impegnato nel politico ma scarso economo, prese pienamente le redini del patrimonio famigliare, alla ricchezza atavica furono inferti una serie di colpi fatali.
“Disposto a mettere in gioco il suo patrimonio in nome del supremo ideale patriottico”, oltre alla scarsa oculatezza della sua gestione, egli dovette patire anche “alcune congiunture sfavorevoli”.
Contratti debiti e sottoscritte cambiali già nei primissimi anni dopo la morte del padre, Matteo cercò di risollevarsi per il tramite del mercato finanziario: la qual cosa però non fece altro che esporlo ulteriormente al rischio del dissesto.
Nel 1854 tentò l'investimento in una filanda per la seta, ma già pochi anni più tardi il progetto fallì a causa di un'epidemia di pebrina. Probabilmente nelle sue sventure finanziarie il conte fu pure mal consigliato, ed infatti dalla famiglia gli fu intimato, a dissesto però oramai già avvenuto, di “subbito allontanare di casa tua que' due individui [probabilmente amministratori delegati, ndr], cagione della tua disgrazia”.
La crisi finanziaria lo costrinse all'abbandono d'ogni incarico istituzionale (a dire il vero a quest'altezza il suo ruolo politico era già ridimensionato) e per far fronte alle difficoltà economiche Matteo si diede alla dismissione del patrimonio di famiglia, coordinata da Padova: città dove nel 1867 aveva deciso di trasferirsi per via della difficile situazione in cui versava nel luogo natio.
Ai visitatori ammirati di Castel Thun (fra i quali un tempo vi fu pure l'Arciduca d'Austria Carlo Lodovico) si erano ora sostituiti gli acquirenti, cui il conte si prendeva la briga di mostrare i manufatti in vendita (fra gli interessati vi fu anche il barone Anselm Rothschild).
Matteo Thun fu quindi costretto a vendere negli ultimi anni della sua vita “quadri, documenti preziosi, il palazzo cittadino, ceduto nel 1873 al Comune, e da ultimo […] una parte consistente dell'archivio di famiglia”, del quale riuscì però a trattenere la documentazione inerente o più vicina al ramo trentino del casato; allo stesso modo conservò gran parte dei ritratti degli antenati.

### L'impegno politico imperituro e la morte
Nonostante l'assenza ormai prolungata da ogni tipo d'incarico ufficiale, nel pieno del dissesto finanziario, dell'accumulo dei debiti e della messa in vendita di gran parte del proprio patrimonio, il conte Matteo Thun non smise mai di seguire le vicende politiche e sociali, e nella fattispecie quelle che riguardavano più da vicino il Trentino.
Divenne infatti l'autore d'un breve commento a proposito della legge (del 9 febbraio 1882) che estendeva alla regione tridentina l'imposta speciale sui fabbricati già vigente nel resto dell'Impero: il commento fu scritto a partire dalle relazioni stenografiche delle sedute della Camera, a detta sua in favore d'un criterio “più equo e meno esigente”.
L'opuscolo è utile per definire ulteriormente le coordinate ideologiche del pensiero del conte (più della lettera scritta e spedita dalla delegazione degli anni Quaranta) rimaste inalterate sino alla tarda età.

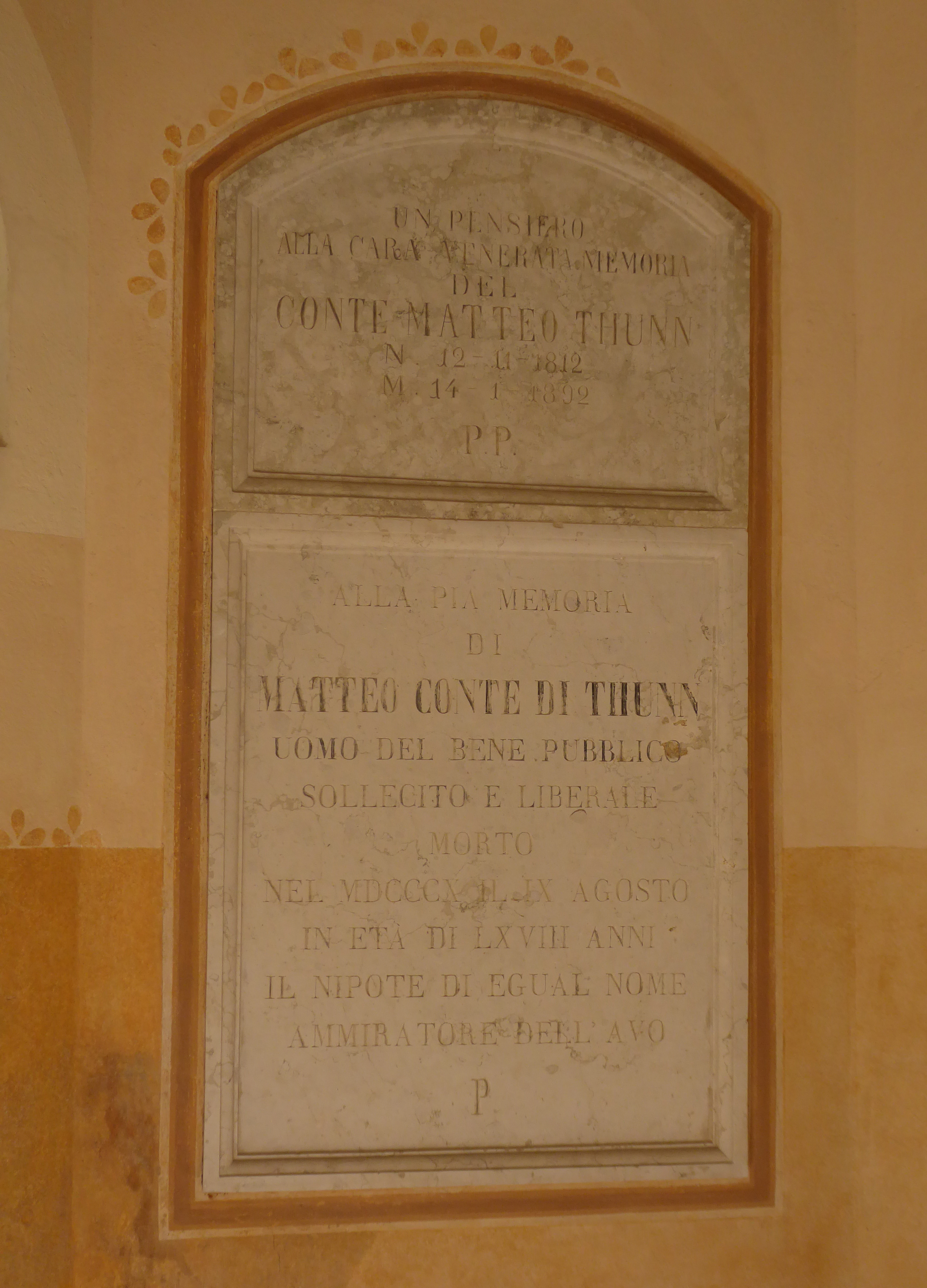
Lapide di Matteo II Thun nella cappella di San Giovanni Nepomuceno, ai piedi del colle su cui sorge Castel Thun

Principi moderati e razionali sono desumibili da alcuni passaggi, come le prime note d'introduzione al testo: “breve analisi della legge stessa, che ne palesi gli errori e le mancanze, che ne ricerchi gli effetti presumibili in relazione alle circostanze generali economiche e più specialmente alle nostre […] secondo principii razionali e pratici e scientifici”.
A queste dichiarazioni, che potremmo definire 'a là Montesquieu', s'aggiungono le idee più progressiste del Thun, poste in chiusura: “approfittare dei diritti costituzionali affine di potere introdurvi [alla legge, ndr] quelle giuste ed opportune modificazioni, che sono consentanee alle nostre peculiari circostanze economiche”.
E ancora: “ se ai possidenti [...]” non è “fatto possibile di poter meglio retribuire i lavoratori, ed erogare spese in miglioramenti, vedremo qui aumentare oltremisura il proletariato agricolo, e la già numerosa permanente emigrazione dei meno abbienti”; lo statista “spesso crede erroneamente poter misurare il benessere del popolo dai miraggi dei circolanti milioni e del credito fittizio […] senza esaminare se tanta effervescenza […] vada a profitto di tutti o solo di pochi eletti, lasciando i più languire nella miseria e fra gli stenti”.
“È questa la causa di quei cataclismi sociali che si ergono minacciosi in varie parti d'Europa […] la classe degli agricoltori […] guai a chiunque la trascura e non la considera che come mezzo da riempire le vuote casse dello Stato, o le numerose falangi militari; verrà tempo e non tardi, che le inevitabili conseguenze dello stolto procedere apporteranno e immense e pubbliche e generali calamità”.
Matteo II Thun morì nel 1892, “mentre le alienazioni del suo patrimonio erano ancora in corso”.

## Opere
- M. Thun, Il Ducato di Trento nei secoli XI e XII: riflessioni storiche, Trento, Monauni, 1868.
- M. Thun, Memorie del Conte Matteo de Thunn sulla legge 9 febbraio 1882 relativa all'Imposta sui fabbricati, S. l., Redazione del Raccoglitore, 1882.